# Patrobinae
Patrobinae zijn een onderfamilie van de loopkeverfamilie (Carabidae). De wetenschappelijke naam werd voor het eerst geldig gepubliceerd in 1837 door Kirby.

## Taxonomie
De volgende taxa worden bij de onderfamilie ingedeeld:
- Tribus Lissopogonini Zamotajlov, 2000
- Tribus Patrobini Kirby, 1837
  - Subtribus Deltomerina Chaudoir, 1871
  - Subtribus Deltomerodina Zamotajlov, 2002
  - Subtribus Patrobina Kirby, 1837
  - Subtribus Platidiolina Zamotajlov & Lafer, 2001